# Taeniopoda stali
Taeniopoda stali är en insektsart som beskrevs av Bruner, L. 1907. Taeniopoda stali ingår i släktet Taeniopoda och familjen Romaleidae. Inga underarter finns listade i Catalogue of Life.